# Maxingvest AG
Maxingvest är ett bolag som till 100 procent ägs av familjen Herz. I holdingbolaget ingår Beiersdorf AG, Tchibo GmbH (detaljhandel), La Prairie Group Deutschland GmbH och Tesa AG. De har ägt klädmärket Escada. Systerbolag är Puma AG och Vapiano AG. Den totala omsättningen var 2014 cirka 100 miljarder kronor.